# Вали (окръг, Небраска)
Вижте пояснителната страница за други населени места с името Вали.
Окръг Вали (на английски: Valley County) е окръг в щата Небраска, Съединени американски щати. Площта му е 1461 km², а населението - 4647 души (2000). Административен център е град Орд.